# قرار مجلس الأمن التابع للأمم المتحدة رقم 2014
قرار مجلس الأمن التابع للأمم المتحدة رقم 2014، المعتمد بالإجماع في 21 أكتوبر 2011.

## أهم بنود القرار
1. يعرب المجلس عن بالغ الأسف لسقوط مئات القتلى ولاسيما في صفوف المدنيين ومن ضمنهم نساء وأطفال.
2. يدين بشدة انتهاكات حقوق الإنسان المتواصلة التي ترتكبها السلطات اليمنية، من قبيل الاستعمال المفرط للقوة ضد المتظاهرين المسالمين، إضافة إلى أعمال العنف واستخدام القوة وانتهاكات حقوق الإنسان التي ترتكبها الأطراف الفاعلة الأخرى ويشدد على أنه ينبغي محاسبة كل المسئولين عن ارتكاب أعمال العنف وانتهاك حقوق الإنسان والاعتداء عليها.
3. يطالب كافة الأطراف بالامتناع فوراً عن استخدام العنف وسيلة لبلوغ أهداف سياسية.
4. يعيد تأكيد رأيه المتمثل في أن القيام في أسرع وقت ممكن للتوقيع على اتفاق تسوية قائم على مبادرة مجلس التعاون الخليجي وتنفيذ هذا الاتفاق أمر لا بد منه لبدء عملية انتقال سياسي جامعة ومنظمة يقودها اليمن. ويلاحظ قيام بعض أطراف المعارضة والمؤتمر الشعبي العام بالتوقيع على مبادرة مجلس التعاون الخليجي، ويدعو كافة الأطراف في اليمن إلى الالتزام بتنفيذ تسوية سياسية قائمة على هذه المبادرة. ويلاحظ التزام رئيس اليمن بالتوقيع فوراً على مبادرة مجلس التعاون الخليجي ويشجعه هو أو من أُذن لهم بالتصرف باسمه على فعل ذلك وعلى تنفيذ تسوية سياسية تستند إليها. ويدعو إلى ترجمة هذا الالتزام إلى أفعال من أجل تحقيق نقل سياسي سلمي للسلطة دون مزيد إبطاء على النحو الوارد في مبادرة مجلس التعاون الخليجي والمرسوم الرئاسي المؤرخ بـ12 سبتمبر 2011م.
5. يطالب السلطات اليمنية بأن تعمل فوراً على ضمان امتثال أعمالها للالتزامات الواقعة على عاتقها بموجب القانون الإنساني الدولي والقانون الدولي لحقوق الإنسان المعمول بهما. وأن تسمح لأهالي اليمن بأن يتمتعوا بحقوق الإنسان ويمارسون حرياتهم الأساسية ومنها حقهم في التجمع السلمي للمطالبة برفع المظالم عنهم وحرية التعبير بما في ذلك حرية التعبير للعاملين في وسائط الإعلام وأن تتخذ الإجراءات اللازمة لإنهاء الهجمات التي تشنها قوات الأمن على المدنيين والأهداف المدنية.
6. يهيب بكافة الأطراف المعنية أن تكفل حماية النساء والأطفال وأن تعزز مشاركة المرأة في حل النزاع ويشجع كافة الأطراف على تيسير مشاركة المرأة مشاركة تامة وعلى قدم المساواة على مستوى صنع القرار.
7. يحث كافة المجاميع المعارضة على الالتزام بأن تضطلع بدور كامل وبناء في التوصل إلى اتفاق بشأن تسوية سياسية قائمة على مبادرة مجلس التعاون الخليجي وفي تنفيذ هذه التسوية. ويطالب كافة المجموعات المعارضة بنبذ العنف والكف عن استخدام القوة وسيلة لبلوغ أهداف سياسية.
8. يطالب المجلس كذلك بأن تقوم كافة المجموعات المسلحة بإزالة جميع الأسلحة من مناطق التظاهر السلمي وتمتنع عن ارتكاب العنف والاستفزاز وتمتنع عن تجنيد الأطفال. ويحث كافة الأطراف على عدم استهداف البنية التحتية الحيوية.
9. يعرب المجلس عن قلقه من وجود تنظيم القاعدة في شبه الجزيرة العربية وعن تصميمه على التصدي لهذا التهديد وفقاً لميثاق الأمم المتحدة والقانون الدولي بما في ذلك القوانين المنطبقة المتعلقة بحقوق الإنسان واللاجئين والقانون الإنساني الدولي.
10. يشجع المجلس المجتمع الدولي على تقديم المساعدات الإنسانية إلى اليمن ويطلب في هذا الصدد من كافة الأطراف في اليمن إلى تيسير عمل وكالات الأمم المتحدة وغيرها من المنظمات المعنية وكفالة وصول المعونة الإنسانية في حينها بصورة كاملة وآمنة ودون عوائق إلى المحتاجين إليها في جميع أرجاء اليمن.
11. يطلب المجلس من الأمين العام للأمم المتحدة مواصلة مساعيه الحميدة بوسائل منها الزيارات التي يقوم بها مستشاره الخاص ومواصلة حث كافة الأطراف اليمنية المعنية على تنفيذ أحكام هذا القرار وتشجيع كافة الدول والمنظمات الإقليمية على المساهمة في تحقيق هذا الهدف.
12. يطلب المجلس من الأمين العام تقديم تقرير عن تنفيذ هذا القرار في غضون 30 يوماً من اتخاذه وكل 60 يوما بعد ذلك.

## ردود الفعل
- مكتب حقوق الإنسان التابع للأمم المتحدة أدان العنف في اليمن.
- رحب علي عبد الله صالح بهذا القرار؛ في نفس الوقت قتلت قوات الأمن اليمنية أحد المتظاهرين.[1]

## وصلات خارجية
نص قرار مجلس الأمن 2014 (وثيقة PDF).